# Villa Hügel (Wien)

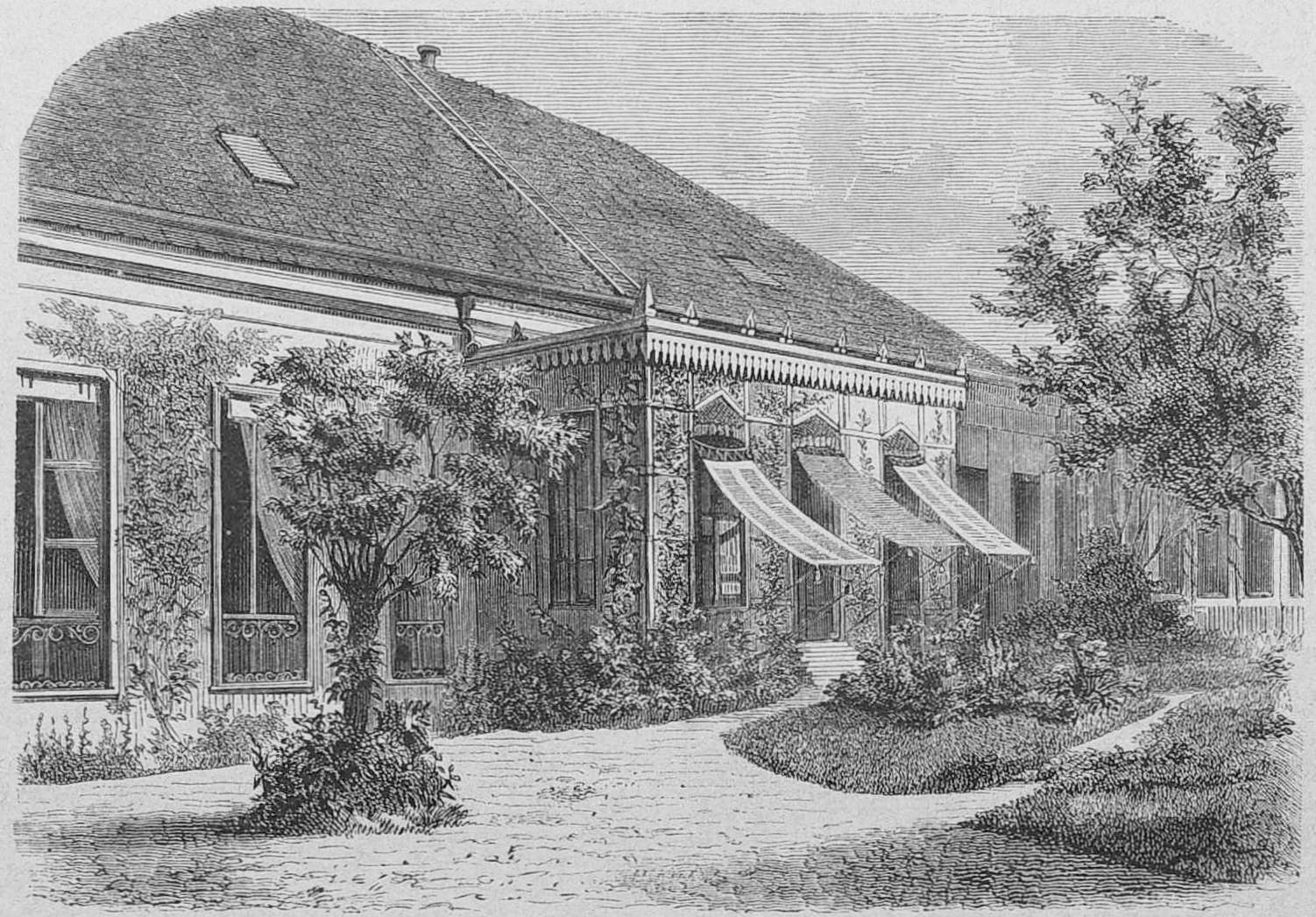
Villa Hügel (1867)

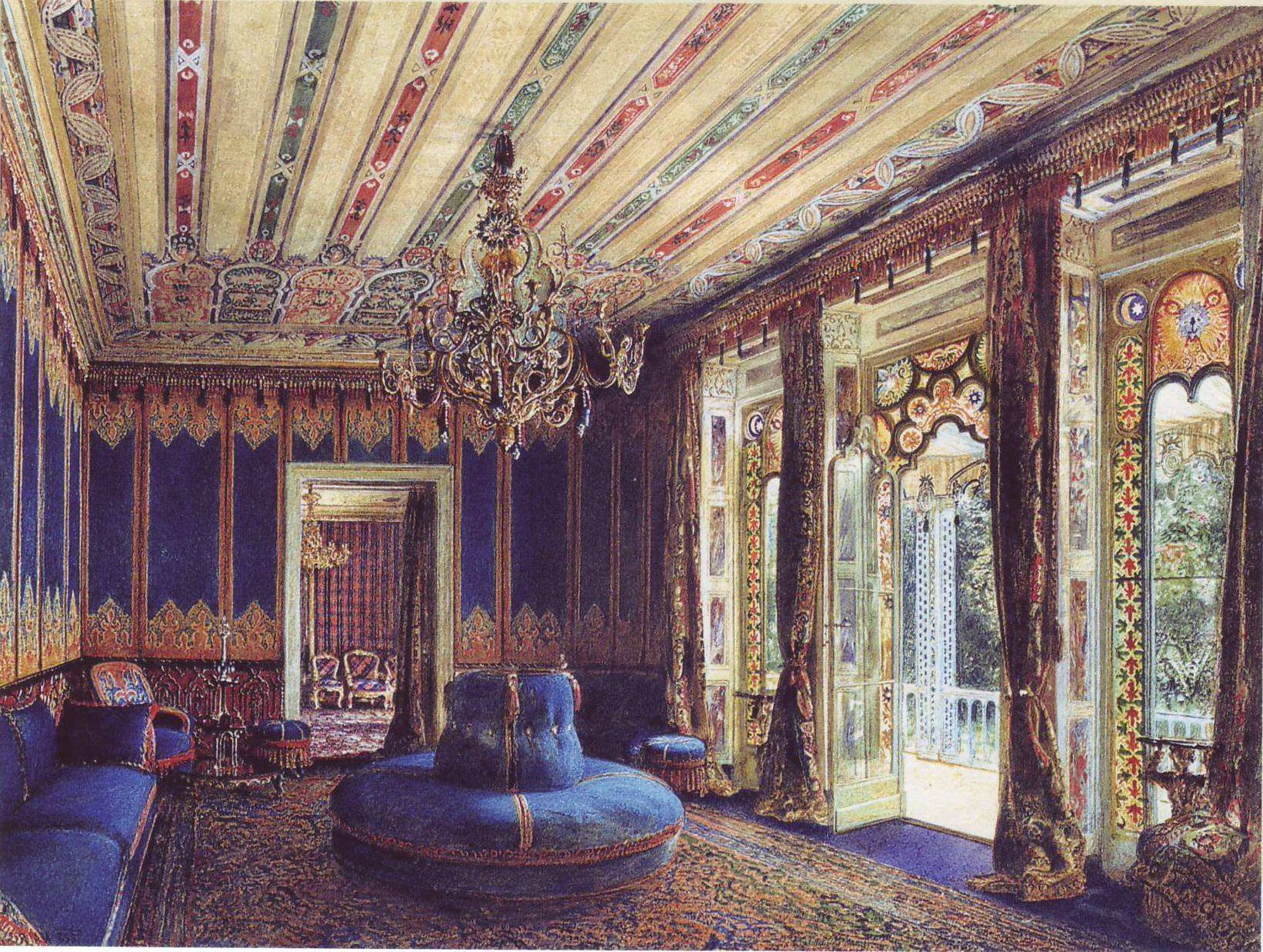
Der türkische Salon in der Villa Hügel, Aquarell von Rudolf von Alt

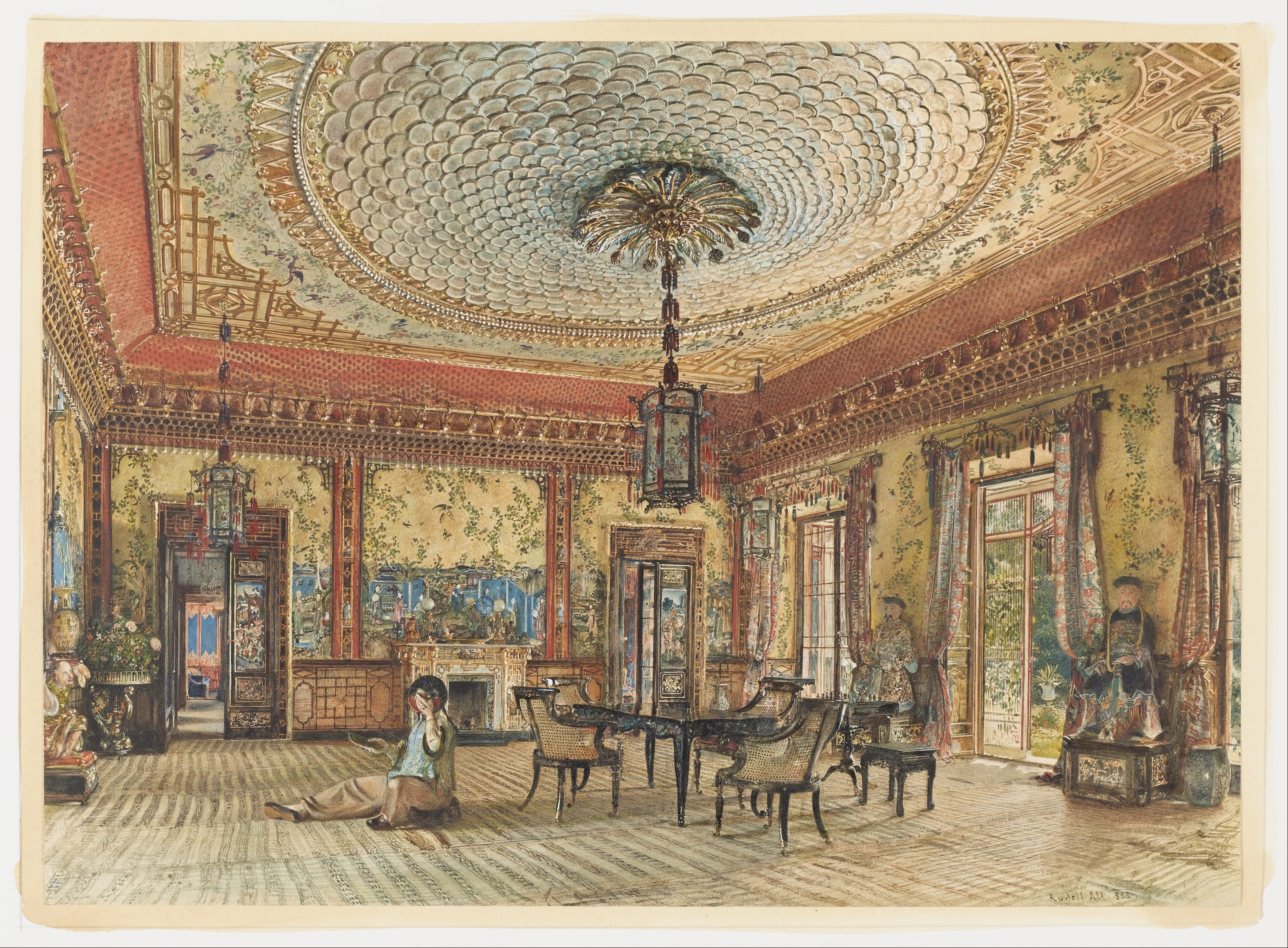
Der japanische Salon, Aquarell von Rudolf von Alt (1855)

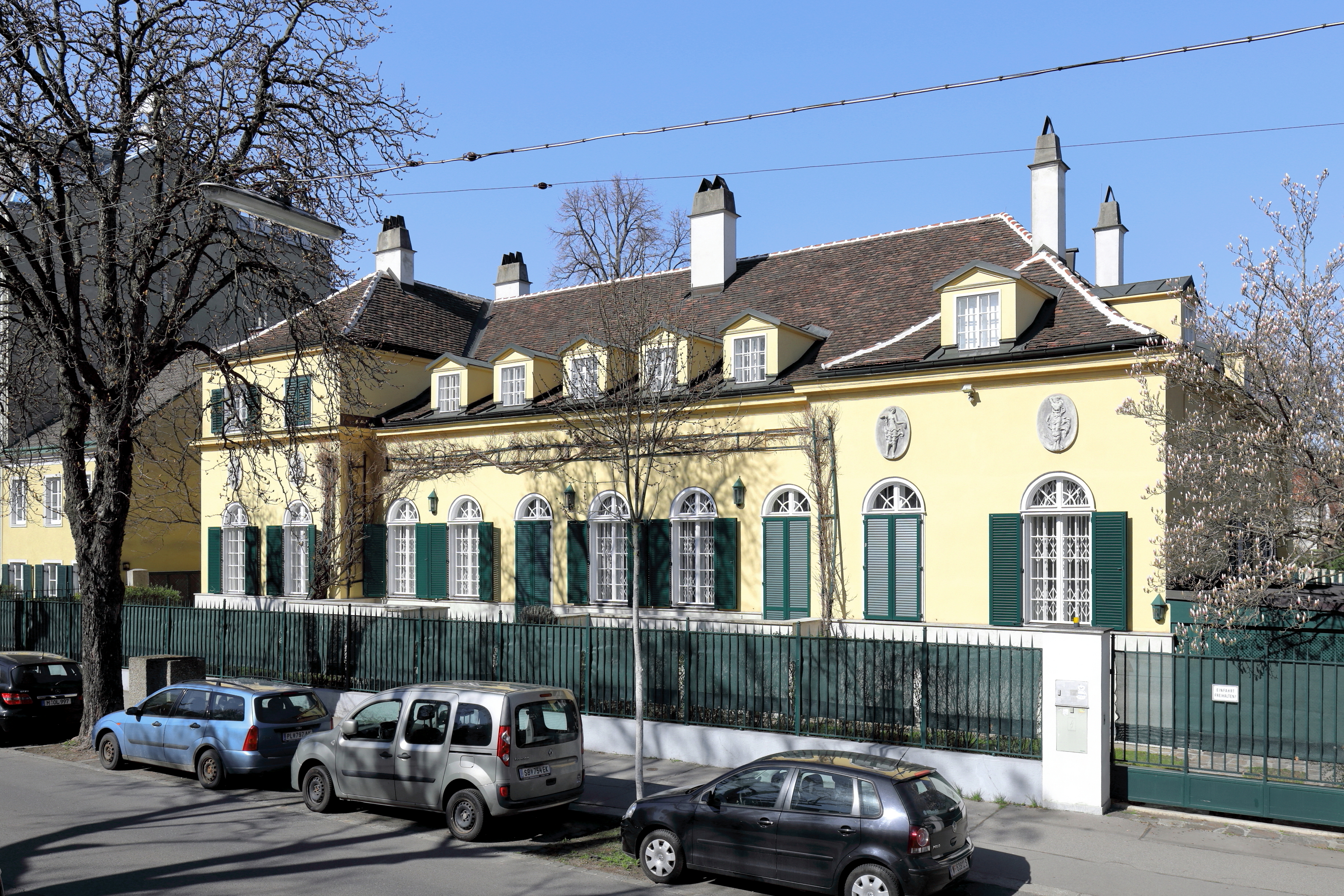
Die um 1875 als Dependance errichtete Villa Braunschweig (Braunschweigschlössl)

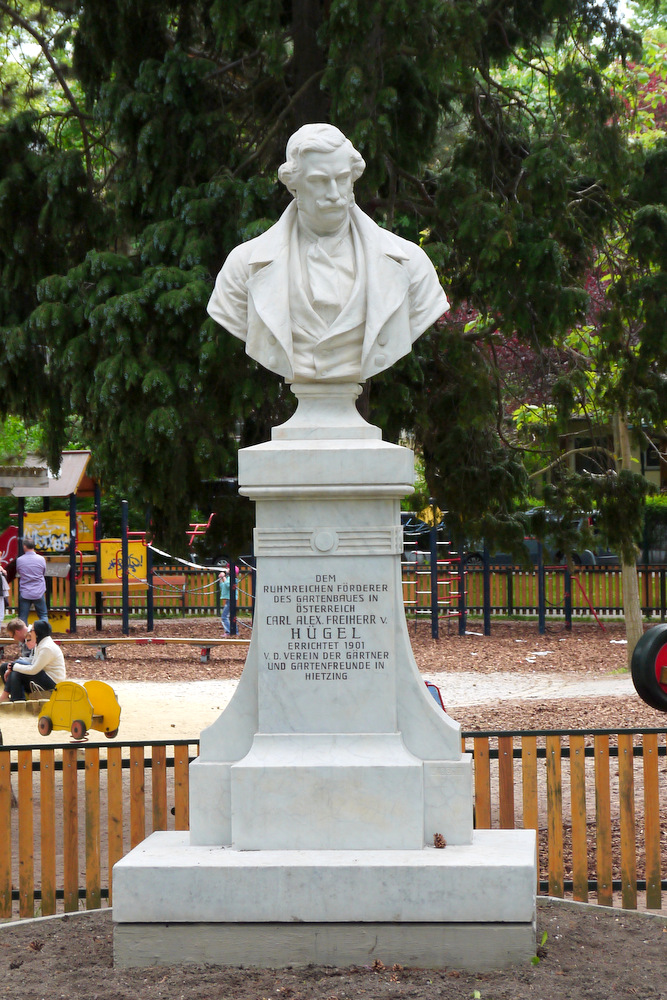
An Carl von Hügel, den bedeutenden Hortologen, erinnert der Hügelpark an der Stoesslgasse im 13. Bezirk mit dem 1901 errichteten Denkmal des Freiherrn

Die Villa Hügel war eine Villa im 13. Wiener Gemeindebezirk, Hietzing, an der heutigen Adresse Hietzinger Hauptstraße 40 / Auhofstraße 15. Benannt war sie nach dem Bauherrn, dem Freiherrn Carl von Hügel. Zu dem Anwesen zählte ein großer Privatpark, der sich zu beiden Seiten der Hietzinger Hauptstraße erstreckte.

## Geschichte
Der aus Regensburg stammende kaiserliche Offizier Carl von Hügel erwarb in Hietzing 1824 ein parkähnliches Grundstück zwischen der heutigen Braunschweiggasse und der Fleschgasse, das auch beträchtliche Flächen südlich der heutigen Hietzinger Hauptstraße (heute Fichtnergasse, Larochegasse, Kupelwiesergasse) umfasste. Auf dem Areal nördlich der heutigen Hietzinger Hauptstraße bestanden zwei Gebäude, um 1800 erbaut, an der Stelle der späteren Villa Hügel. Unbekannt ist, ob Hügel die Bauten wegreißen ließ oder sie in seinen Bau integrierte.
Geplant und gebaut wurde die Villa um 1840 vom Hofarchitekten Johann Julius Romano von Ringe. Die Villa wurde nach römischer Art ebenerdig errichtet und hatte zur angrenzenden Auhofstraße hin keine Fenster, was international Aufsehen erregte. 
Die Villa des Forschungsreisenden war Treffpunkt der Naturforscher. Pflanzen, vor allem Rhododendren und Orchideen, die er von seinen Reisen mitbrachte, kultivierte er in seinem Garten, der sich bis auf das Gebiet der heutigen polnischen Botschaft erstreckte. Viele Hocharistokraten holten sich bei Hügel Rat, bevor sie ihre Gärten anlegen ließen.
Von Hügel besaß zwar die Villa länger, er selbst wohnte aber nur bis 1848 hier, da er sich ab 1849, als Botschafter für Österreich tätig, kaum mehr in Wien aufhielt. Schließlich verkaufte er den Besitz an eine Fürstin Wrede.
1854 kaufte Herzog Wilhelm von Braunschweig die Villa. Bekannt ist die Villa als Kunstobjekt, da Rudolf von Alt im Jahr 1855 eines seiner Bilder mit dem Titel Der türkische Salon, Villa Hügel, Hietzing in der Villa malte. Von 1866 an diente sie dem entthronten König Georg V. von Hannover, der 1878 in Paris starb, als Domizil. 
Nach dem Tod von Georg V. im Jahr 1878 und dem Tod des Herzogs von Braunschweig sechs Jahre später ging der Besitz 1885 an den bisherigen Kronprinzen Ernst August (1845–1923) über, der nun die Titel Herzog von Cumberland und Herzog zu Braunschweig und Lüneburg führte. Er hatte sich bereits einen eigenen Wohnsitz in Wien eingerichtet, das Palais Cumberland in Penzing, wohnte aber meistens in Gmunden, Oberösterreich, wo er das Schloss Cumberland bauen ließ. Er verkaufte die Villa Hügel an Adolf Ehrenfeld, der Park wurde geteilt und an mehrere Käufer abgegeben.
Seit 1892 zählt das Areal nach Eingemeindung vieler Vororte zur Stadt Wien (13. Bezirk). Im Jahr 1893 wurden von Ehrenfeld einige Umbauten wie ein Wasserreservoir in einem 13 m hohen Turmbau in Auftrag gegeben. Die Bauarbeiten wurden von Baumeister Josef Kopf durchgeführt, der auch das heute noch erhaltene Braunschweigschlössel (damals Villa Braunschweig) baute (Diese Villa wurde vom Herzog von Braunschweig als Dependance benötigt).
Nach 1890 wurden große Teile des Parks der Villa parzelliert; einen südlich der Hietzinger Hauptstraße gelegenen Teil der Fläche, den 1894 vom Realitätenhändler Julius Frankl angelegten damaligen Hietzinger Cottagepark und heutigen Hügelpark, übergab dieser der Stadt Wien. Seit 1901 befindet sich dort ein Denkmal des Freiherrn. 1903 verstarb Ehrenfeld. 1912 wurde die Villa Hügel abgetragen, mit Ausnahme eines immer noch bestehenden Gewächshauses. An ihrer Stelle wurde von 1912 bis 1914 von Robert Oerley eine repräsentative, heute denkmalgeschützte Villa (Zugang von der Auhofstraße) errichtet, nach ihrem ersten Eigentümer Villa Wustl genannt; sie wurde später in mehrere Wohnungen unterteilt. (Oerley war 1912 / 1913 Präsident der Wiener Secession und der Gesellschaft österreichischer Architekten.) In der Hietzinger Hauptstraße ist am erhaltenen eisernen Gartenzaun ersichtlich, welche zur Villa Wustl gehörigen Grünflächen später abgetrennt und verbaut wurden.